# Phausis dorothae
Phausis dorothae is een keversoort uit de familie glimwormen (Lampyridae). De wetenschappelijke naam van de soort werd voor het eerst geldig gepubliceerd in 1962 door Fender.